# グラスゴー・クイーンストリート駅

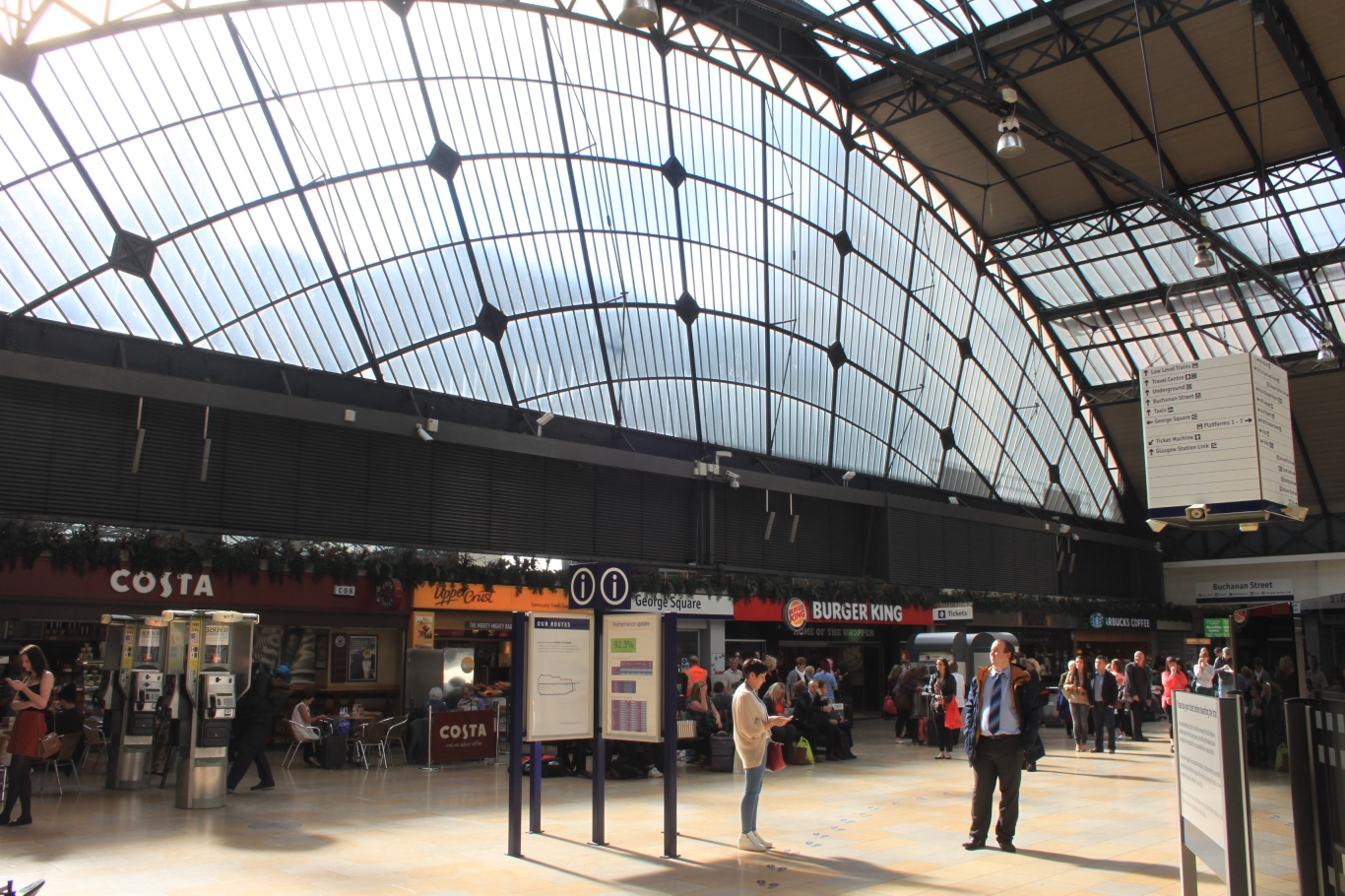
コンコース

グラスゴー・クイーンストリート駅（-えき、英語: Glasgow Queen Street station, スコットランド・ゲール語: Sràid na Banrighinn）は、スコットランド最大の都市グラスゴーにあるターミナル駅のひとつ。グラスゴー・セントラル駅、エディンバラ・ウェイヴァリー駅に次いで、スコットランドでは3番目に利用者数の多い駅である。全ての発着列車の運行と駅運営は、アベリオ・スコットレールによって行われている。
セントラル駅がイングランド各都市へ向かう長距離列車を主としているのに対し、クイーンストリート駅はスコットランドの各都市へ向かう列車を主としている。中でもエディンバラ・ウェイヴァリー駅へ向かうシャトル列車はその中心で、日中毎時4本、両駅間を50分で結んでいる。
ホームはエディンバラを含むスコットランド各都市への列車が発着する頭端式の地上ホームとグラスゴー近郊の街を結ぶノース・クライド線の発着する地下ホームに分かれる。地下ホームとは別に地下鉄のブキャナン・ストリート駅とは連絡通路で接続されている。また、バスターミナルも近くにある。

## 運行形態
駅には上階ホームと下階ホームがあり、上階は南北、下階は東西に線路が通っている。両者は階段かエレベーターで行き来をすることできる。
2018年における平日における列車運行は以下の通り。
- エディンバラ・ウェイヴァリー駅行き：毎時10本
  - グラスゴー - フォルカーク - エディンバラ線（英語版）経由：毎時4本
  - ノース・クライド線経由：毎時4本
  - カンバーノールド線（英語版）・エディンバラ - ダンブレイン線経由：毎時2本
- エアドリー駅（英語版）行き：毎時6本
  - バスゲートを経由してエディンバラまで延長運転：毎時4本
- スターリング駅（英語版）行き：毎時3本
  - 急行：毎時1本
  - 各駅停車：毎時2本（1本はアローア駅（英語版）、もう1本はダンブレイン駅（英語版）まで運転）
- スプリングバーン駅（英語版）行き：毎時2本
- メアリーヒル駅（英語版）経由アニーズランド駅（英語版）行き：毎時2本
- バロック駅（英語版）行き：毎時2本
- ヘレンズバラ中央駅（英語版）行き：毎時2本
- マルガイ駅（英語版）行き：毎時2本（昼間のみ）
- アバディーン駅（英語版）行き（パース、ダンディー経由）：毎時1本
- マーキンチ駅（英語版）行き：毎時1本（平日のみ）
- ダンディー駅（英語版）行き準急：3時間に1本
- オーバン駅（英語版）行き：毎日6本
- インヴァネス駅（英語版）行き：毎日4本
- マリーグ駅（英語版）行き：毎日3本
- フォート・ウィリアム駅（英語版）行き：毎日1本（カレドニアン・スリーパー）

## 隣の駅
ナショナル・レール
■ スコットレール・トレインズ
ノース・クライド線
ハイ・ストリート駅 - グラスゴー・クイーンストリート駅 - チャリング・クロス駅
ウェスト・ハイランド線
グラスゴー・クイーンストリート駅 - ダルミュアー駅
クロイ線
グラスゴー・クイーンストリート駅 - ビショプブリッグス駅
カンバーノールド線
グラスゴー・クイーンストリート駅 - スプリングバーン駅
メリーヒル線
グラスゴー・クイーンストリート駅 - アシュフィールド駅
グラスゴー - フォルカーク - エディンバラ線
グラスゴー・クイーンストリート駅 - クロイ駅
グラスゴー - アバディーン線
グラスゴー・クイーンストリート駅 - スターリング駅
ハイランド本線
グラスゴー・クイーンストリート駅 - スターリング駅
■ カレドニアン・スリーパー
ハイランド・カレドニアン・スリーパー
エディンバラ・ウェイヴァリー駅 - グラスゴー・クイーンストリート駅 - ダルミュアー駅